# Democritus (Ribera)
Democritus is een schilderij van José de Ribera uit 1630. Dit intense werk, dat haast als een portret aandoet, maakt sinds 1837 deel uit van de collectie van het Museo del Prado in Madrid. 

## Voorstelling
Net als Caravaggio voor hem, die volkse types model liet staan voor heiligen, koos Ribera ervoor om een levensechte man te schilderen als filosoof. Hij stond daarmee aan de basis van een genre; schilderijen van armoedig geklede filosofen werden bijzonder populair in Italië en Spanje in de zeventiende eeuw. Ribera's uitzonderlijke talent komt duidelijk naar voren in de realistische weergave van de rimpels en groeven in het gelaat en de handen van de filosoof. Te midden van de donkere kleuren vallen het kleine stilleven van boeken en papieren in de hoek linksonder en de witte rand van het onderhemd op.
Welke antieke filosoof is afgebeeld is niet geheel duidelijk. De passer en de papieren met geometrische tekeningen in zijn handen zouden kunnen verwijzen naar Archimedes. Tegenwoordig gaan de meeste kenners er echter van uit dat het gaat om een schilderij van Democritus, die vaak grijnzend werd afgebeeld.

## Herkomst
Vanaf 1700 vermeldt de inventaris van het Escorial een serie schilderijen van filosofen van de hand van Ribera. In 1764 hing zijn Democritus daar in de koninklijke vertrekken. In 1837 werd het doek naar het Prado overgebracht.